# 槊杖

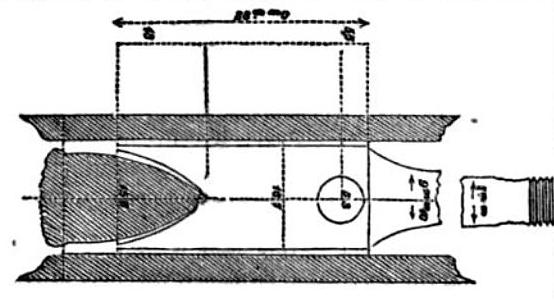

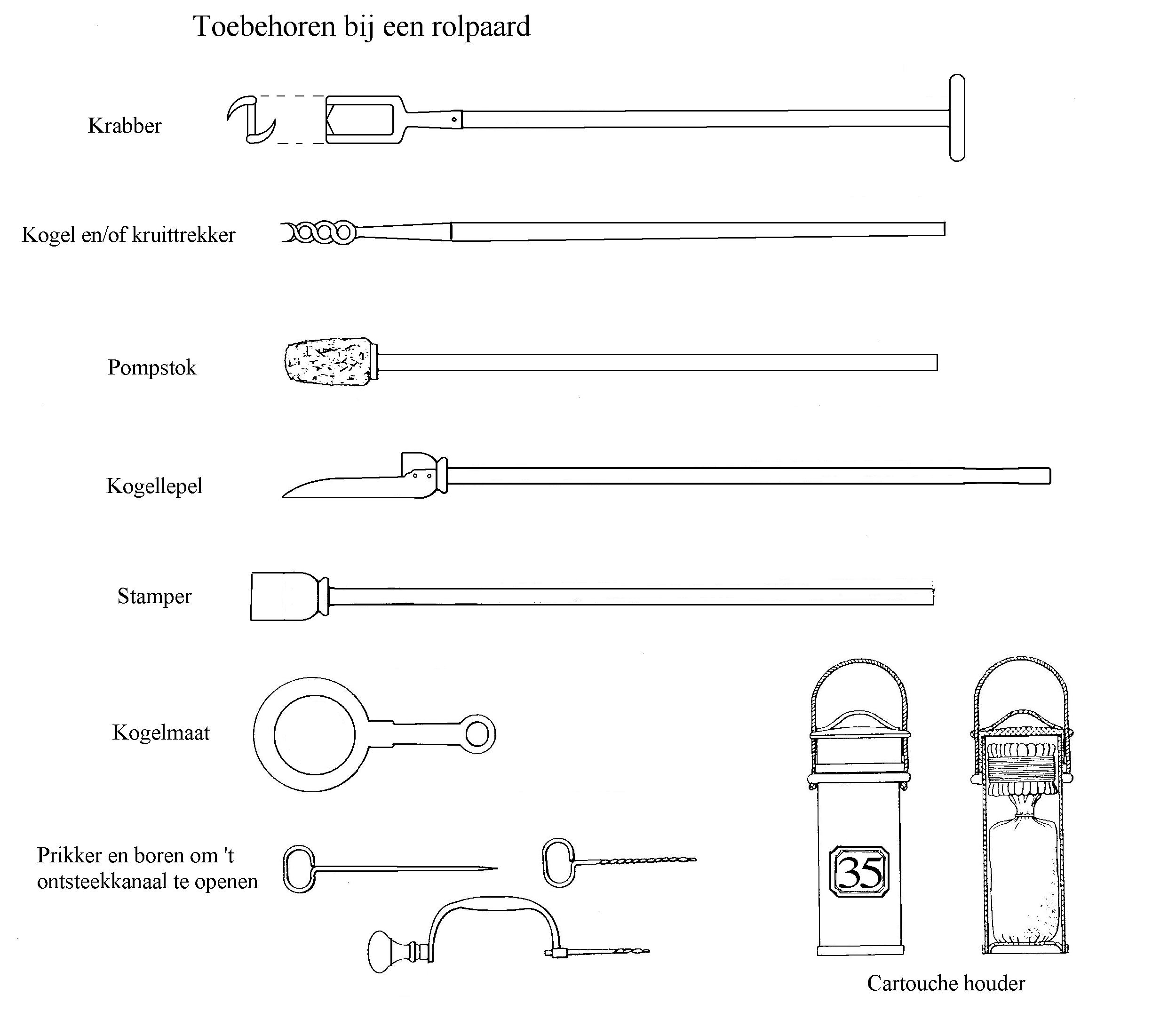
ラムロッド。棒の先端を付け替えて、清掃などに用いられた

槊杖（かるか・さくじょう・こめや、英語：ラムロッド）とは、前装式古式銃の装填用の棒につけられた名称である。

装填ばかりでなく銃腔清掃にも使用する。

## 概要

### 形状
木製または金属製の棒状のものである。日本の銃が火縄式であった時代は、玉込めを銃口から行う先込め式（前装式装填法）であった。そのときの、弾薬の装填のための用具が「槊杖」であり、「かるか」ともいう。19世紀中期まで銃の装填は、主にこの方法で行われた。その後、銃が後装式に進歩しても、軍用銃等にはメンテナンス用に添えられていた。

### 日本の例
日本の火縄銃では、銃身の下部の銃床木部に、槊杖を収めるためのトンネル状の穴が設けられてそこに収まっていたが、そのままそれを装填に使用するには耐久力に乏しいので、稽古等では太目の丈夫なものを別に携行した。銃の附属品として添えられたものは、あくまで緊急時の予備的なものである。また、大口径の銃には槊杖の穴がないものも多く、太い専用の樫棒を別途組み合わせて保管した。材質は、欧米のフリントロック銃やパーカッション銃に附属したものは鉄製である。日本の火縄銃は、米沢筒や関流砲術仕様の銃等、鉄製のものもあるが殆どは木製である。関流のものには金象嵌を施した手の込んだ高級品もみられる。